# جو باول
جو باول (بالإنجليزية: Joe Powell)‏ هو لاعب كرة قدم بريطاني (وحمل سابقاً جنسية المملكة المتحدة لبريطانيا العظمى وأيرلندا) في مركز الظهير، ولد في 1870 في برستل في المملكة المتحدة، وتوفي في 29 نوفمبر 1896 في لندن في المملكة المتحدة بسبب إنتان وكزاز. لعب مع نادي أرسنال.